# Daniel Bittner
Daniel Bittner (* 7. März 1971 in Leverkusen) ist ein ehemaliger deutscher Leichtathlet.

## Sportliche Karriere
Daniel Bittner startete bis 1998 für den TSV Bayer 04 Leverkusen und wechselte dann zum ASV Köln. Bei den Deutschen Meisterschaften 1997 belegte er den zweiten Platz im 200-Meter-Lauf und im 400-Meter-Lauf. Ein Jahr später gewann er bei den Deutschen Meisterschaften 1998 den Titel über 200 Meter. 1994, 1997 und 1998 siegte er mit der Leverkusener 4-mal-400-Meter-Staffel, wobei außer ihm auch Julian Voelkel in allen drei Meisterstaffeln dabei war.
Zwischen 1993 und 1998 trat Bittner neunmal im Nationaltrikot an. Bei den Europameisterschaften 1994 in Helsinki schied Bittner über 400 Meter im Zwischenlauf aus. Die 4-mal-400-Meter-Staffel mit Daniel Bittner, Kai Karsten, Lutz Becker und Edgar Itt erreichte das Ziel als Fünfte mit einer Sekunde Rückstand auf die Drittplatzierten. Vier Jahre später schied Bittner bei den Europameisterschaften in Budapest im Vorlauf über 200 Meter aus.

## Bestleistungen
- 200 Meter: 20,82 Sekunden am 5. Juli 1998 in Berlin
- 400 Meter: 46,05 Sekunden am 20. August 1994 in Malles Venosta (Mals)